# Moment magnetic
Momentul magnetic e o mărime fizică care determină mărimea momentului forței căreia un magnet îi este supus în câmp magnetic extern. Este un vector orientat dinspre polul sud spre polul nord al magnetului. Bucla de curent electric, magnetul bară, electronul în mișcarea în jurul nucleului, o moleculă, o planetă au moment magnetic
{\displaystyle {\boldsymbol {\tau }}={\boldsymbol {\mu }}\times \mathbf {B} }